# Veszprémvarsány
Veszprémvarsány là một thị trấn thuộc hạt Győr-Moson-Sopron, Hungary. Thị trấn này có diện tích 21,19 km², dân số năm 2010 là 994 người, mật độ 47 người/km².